# While (Unix)
A while és az until a Unix shell két beépített ciklusutasítása. Használata:
```
while 
feltétel

do    
utasítás
...
done
```

A while utasításban a ciklusmagbeli utasítások addig hajtódnak végre, amíg a feltétel – mely szintén Unix-utasítás – sikeres, azaz visszatérési értéke 0.
Az until utasítás formája azonos, de ciklusmagja addig hajtódik végre, amíg a feltétel nem teljesül, azaz visszatérési értéke nem 0. Másként:
```
until 
feltétel
```

és
```
while ! 
feltétel
```

azonos.
Az alábbi példa félpercenként kiírja a fájlrendszerek telítettségét, amíg Ctrl/C-vel le nem állítjuk:
```
while
 
true

do
    
df
 
-hT

      
echo
       
# ures sor

      
sleep
 
30

done

```